# 贸易公司
贸易公司是一種主營業務為經銷各類产品的企业，貿易公司從其他地方購買产品，並將產品銷售給消费者、企业或政府。贸易公司本身並不生產產品。有一些貿易公司為B2B類型，並且有著豐富的物流資源。有一些企业會将自己的采购部门贸易公司化。